# Azalain
Azalain es el nombre de una variedad cultivar de manzano (Malus domestica). Esta manzana está cultivada en diversos viveros entre ellos algunos dedicados a conservación de árboles frutales en peligro de desaparición. La manzana 'Azalain' es originaria de Guipúzcoa, y actualmente se cultiva debido a su sabor dulce para manzana de postre fresca en mesa, y muy apreciada en la elaboración de sidra.

## Sinónimos
- "Manzana Azalain",
- "Azalain Sagarra".[6][7]

## Historia
'Azalain' es una variedad de manzana cultivada en el País Vasco, procede del "palacio Azalain" casa solariega de un indiano vasco situado en las faldas de Soravilla (Comarca de San Sebastián), este palacio desapareció con las obras de la variante Tolosa-Behobia. Está considerada incluida en las variedades locales autóctonas muy antiguas, cuyo cultivo se centraba en comarcas muy definidas. Se caracterizaban por su buena adaptación a sus ecosistemas y podrían tener interés genético en virtud de su adaptación. Estas se podían clasificar en dos subgrupos: de mesa o de cocina, y de sidra (aunque algunas tenían aptitud mixta). Es muy apreciada como manzana de postre de mesa en fresco por su sabor dulce, y muy importante en la elaboración de sidra en el país vasco por su sabor dulce.
'Azalain' es una variedad mixta, clasificada como muy buena en la elaboración de sidra, también se utiliza como manzana de postre fresca en mesa por su sabor dulce; difundido su cultivo en el pasado por los viveros comerciales y cuyo cultivo en la actualidad se ha reducido a huertos familiares. Variedad presente en Guipúzcoa.

## Características
El manzano de la variedad 'Azalain' tiene un vigor alto, es árbol de mediana producción; florece a finales de abril.
La variedad de manzana 'Azalain' tiene un fruto de tamaño mediano; forma redondeada ligeramente asimétrica, algo cónica; piel gruesa, blanda, sin brillo; con color de fondo amarillo, siendo el color del sobre color rojo oscuro con estrías más claras amarillentas muy juntas, con algunas lenticelas grises, siendo la sensibilidad al "ruginoso"/"russetting" (pardeamiento áspero superficial que presentan algunas variedades) bajo; pedúnculo de tamaño largo, fino, y duro, anchura de la cavidad peduncular estrecha, profundidad de la cavidad peduncular profunda con ruginoso en la pared; cáliz pequeño y cerrado, profundidad de la cav. calicina media, de anchura pequeña, y ruginoso débil.
Carne de color blanco rosáceo, con textura blanda, esponjosa, de mucho zumo, y poco aroma; el sabor característico de la variedad, dulce; corazón de tamaño medio, desplazado. Eje abierto. Cavidades casi imperceptibles. Semillas aristadas, puntiagudas, de tamaño medio, color marrón claro uniforme.
La manzana 'Azalain' tiene una época de recolección tardía a principios de otoño, madura en octubre, de larga duración. Tiene uso mixto pues se usa como manzana en fresco de mesa, y también como manzana para la elaboración de sidra, como manzana sidrera es una variedad muy apreciada por ser una manzana de sabor dulce, y muy jugosa.